# Commission Grenier
 (mai 2023).
La mise en forme du texte ne suit pas les recommandations de Wikipédia : il faut le « wikifier ».
Les points d'amélioration suivants sont les cas les plus fréquents :
- Les titres sont pré-formatés par le logiciel. Ils ne sont ni en capitales, ni en gras.
- Le texte ne doit pas être écrit en capitales (les noms de famille non plus), ni en gras, ni en italique, ni en « petit »…
- Le gras n'est utilisé que pour surligner le titre de l'article dans l'introduction, une seule fois.
- L'italique est rarement utilisé : mots en langue étrangère, titres d'œuvres, noms de bateaux, etc.
- Les citations ne sont pas en italique mais en corps de texte normal. Elles sont entourées par des guillemets français : « et ».
- Les listes à puces sont à éviter, des paragraphes rédigés étant largement préférés. Les tableaux sont à réserver à la présentation de données structurées (résultats, etc.).
- Les appels de note de bas de page (petits chiffres en exposant, introduits par l'outil «  Source ») sont à placer entre la fin de phrase et le point final[comme ça].
- Les liens internes (vers d'autres articles de Wikipédia) sont à choisir avec parcimonie. Créez des liens vers des articles approfondissant le sujet. Les termes génériques sans rapport avec le sujet sont à éviter, ainsi que les répétitions de liens vers un même terme.
- Les liens externes sont à placer uniquement dans une section « Liens externes », à la fin de l'article. Ces liens sont à choisir avec parcimonie suivant les règles définies. Si un lien sert de source à l'article, son insertion dans le texte est à faire par les notes de bas de page.
- La présentation des références doit suivre les conventions bibliographiques. Il est recommandé d'utiliser les modèles {{Ouvrage}}, {{Chapitre}}, {{Article}}, {{Lien web}} et/ou {{Bibliographie}}. Le mode d'édition visuel peut mettre en forme automatiquement les références.
- Insérer une infobox (cadre d'informations à droite) n'est pas obligatoire pour parachever la mise en page.

Pour une aide détaillée, merci de consulter Aide:Wikification.
Si vous pensez que ces points ont été résolus, vous pouvez retirer ce bandeau et améliorer la mise en forme d'un autre article.
 (mai 2023).
Si vous disposez d'ouvrages ou d'articles de référence ou si vous connaissez des sites web de qualité traitant du thème abordé ici, merci de compléter l'article en donnant les références utiles à sa vérifiabilité et en les liant à la section « Notes et références ».
La commission Grenier est une commission politique du Directeur général des élections du Québec sur les activités d'Option Canada lors du référendum pour l'indépendance en 1995. À la suite d'allégations de financement illégal de la campagne du camp du non (en défaveur de faire du Québec un pays), cette commission débuta en 2007 cumulant dans le rapport Grenier.

## Historique
Le rapport Grenier, mis en place par le DGEQ, a publié ses conclusions sur les dépassements des dépenses du comité du NON le 29 mai 2007. L'enquête aura eu lieu à huis clos avec 90 personnes produisant au total quelque 4500 documents. Ceux-ci seront classifiés à perpétuité.

## Controverse
Lors du rassemblement de la Société Saint-Jean-Baptiste pour la Journée nationale des Patriotes de mai 2023, le chef du Parti québécois Paul St-Pierre Plamondon ramène le rapport au centre de l'actualité au Québec. Le public se tourne à nouveau vers la corruption de l'appareil étatique du gouvernement fédéral pour contrer la création du pays du Québec.
François Legault, alors premier ministre du Québec, se montre relativement ouvert à aller « au fond du dossier ». Pour ce faire, « [il] faut regarder aussi les contraintes qu’a mises le commissaire Grenier. Mais moi, ce que je souhaite, c’est que toute l’information possible soit rendue publique ». En d'autres termes, François Legault ouvrit la porte, mais à certaines conditions.
Le Parti libéral du Québec démontra des réticences, brandissant les droits et libertés des personnes. « On n’a rien à cacher », a dit le chef intérimaire du Parti libéral. « Ceci dit, les considérations qui pourraient être soulevées pourraient être de l’ordre de “est-ce qu’il y a des droits fondamentaux juridiques à préserver pour certaines personnes”, et ainsi de suite ? On va refaire le débat à la lecture de la motion, » dit-il également.